# Käthe Augenstein
Katharina Christine „Käthe“ Augenstein (* 20. Dezember 1899 in Kessenich; † 29. Dezember 1981 in Bonn) war eine deutsche Fotografin. Zu ihrem Werk gehören bedeutende Porträtaufnahmen zu Beginn der 1930er Jahre in Berlin und ab den späten 1940er Jahren im Rheinland.

## Leben
Katharina „Käthe“ Augenstein kam 1899 als jüngste von drei Töchtern von Helene und Joseph Augenstein in Kessenich zur Welt. Sie wuchs in einer gutbürgerlichen Familie auf und erhielt eine höhere Schulbildung. Ihre Eltern förderten früh ihre künstlerischen Interessen. Schon als junges Mädchen interessierte sie sich für Fotografie und bekam eine eigene Plattenkamera. Während des Ersten Weltkriegs arbeitete sie im Postüberwachungsdienst. Ihre Ausbildung zur Fotografin erhielt sie in einem Bonner Fotoatelier. Sie war mit dem expressionistischen Maler Hans Thuar befreundet, der ihr späteres Wirken ästhetisch beeinflusste und sie mit anderen Künstlern bekannt machte.
Im Jahr 1927 zog Käthe Augenstein nach Berlin und besuchte dort bis 1930 den Meisterkurs der Fotografischen Lehranstalt des Lette-Vereins. Sie pflegte eine intensive Freundschaft mit dem expressionistischen Maler Werner Scholz und verkehrte in der Kunstszene des Berliner Westens. Als Pressefotografin arbeitete sie für den Ullstein Verlag, der ihre Fotos in Zeitungen wie Uhu, Tempo und der Berliner Illustrirten Zeitung veröffentlichte. Zudem war sie für das Filmunternehmen UFA tätig und arbeitete ab 1929 für die Berliner Fotoagentur Dephot. Ihre Aufnahmen aus dieser Zeit dokumentieren das Kulturleben zum Ende der Weimarer Republik. Es entstanden Porträts von Persönlichkeiten wie den Künstlern Max Liebermann, Renée Sintenis, Milly Steger und Otto Dix, dem Physiker Max Planck, dem Schauspieler Hans Albers, dem Verleger Gustav Kiepenheuer oder dem Schriftsteller Thomas Mann. Hinzu kamen Reportagen, etwa von der Gerichtsverhandlung, bei der 1930 die Künstler Wieland Herzfelde und George Grosz wegen Gotteslästerung angeklagt waren. Darüber hinaus schuf sie Bildgeschichten aus dem Alltagsleben, beispielsweise vom Strandleben am Wannsee.
Nach der Insolvenz der Fotoagentur Dephot 1932 bestand diese zunächst als Deutsche Photogemeinschaft Degephot weiter, wurde jedoch 1933 von der Nationalsozialistischen Regierung verboten. Augenstein arbeitete fortan für andere Presseagenturen. Nach der Arisierung des Ullstein-Verlages und der Umbenennung in Deutscher Verlag übernahm Harald Lechenperg 1937 als Chefredakteur die Berliner Illustrirte Zeitung und gab wenig später Käthe Augenstein eine Festanstellung im hauseigenen Fotoatelier von Elsbeth Heddenhausen. In der Folgezeit wurde Augenstein mit einigen Fotoreisen beauftragt. In Berlin war sie Gast in Hanna Bekker vom Raths Atelierwohnung, die dort heimliche Kunstausstellungen organisierte, auch um den in finanziellen Schwierigkeiten stehenden verfehmten Künstlern eine Einnahmequelle zu ermöglichen. Ob sie dort Kunstwerke erwarb, ist nicht bekannt. Im Zweiten Weltkrieg übernahm sie im Atelier die Entwicklung von Farbnegativen. Als Ende des Krieges ihre Berliner Wohnung ausbrannte, gingen dabei ihre Kameraausrüstung und ihr gesamtes Fotoarchiv verloren.
Augenstein kehrte 1945 in ihre Heimatstadt Bonn zurück. Sie eröffnete dort ihr erstes eigenes Fotoatelier und war bis 1972 selbständig tätig. Ihre Nachkriegsfotos zeigen beispielsweise Arbeiter beim Wiederaufbau der Kölner Hohenzollernbrücke oder den Bonner Siedlungsbau. Zudem schuf sie Politikerporträts von Persönlichkeiten wie Helene Weber und Carlo Schmid. Auch fotografierte sie die junge Szene der abstrakten Künstler im Rheinland.
Käthe Augenstein starb 1981. Ihr Nachlass gelangte ins Stadtarchiv Bonn. Dieses stellte 2011 erstmals ihre Werke in einer Einzelschau aus und veröffentlichte ein Buch über die Fotografin.

## Ausstellungen
- 2011 Stadtarchiv Bonn
- 2013–2014 Das Verborgene Museum, Berlin
- 2017–2018 Liebermann-Villa, Berlin